# Jordan Kerr
Jordan Kerr (n. 26 de octubre de 1979 en Adelaida, Australia) es un exjugador de tenis profesional de Australia. Se destacaba como doblista, especialidad en la que ha conquistado 9 títulos de ATP.